# Višķi (stacja kolejowa)
Višķi (pol. Wyszki, ros. Вишки) – stacja kolejowa w miejscowości Višķi, w gminie Dyneburg, na Łotwie. Leży na linii dawnej Kolei Warszawsko-Petersburskiej.
Stacja powstała w XIX w. pomiędzy stacjami Dźwińsk a Ruszona.